# Diocèse de Samogitie
Le diocèse de Samogitie (en lituanien : Žemaitijia, en polonais : Żmudź) était un diocèse catholique dans la Samogitie, fondé dans le grand-duché de Lituanie le 24 octobre 1417 et dissous le 4 avril 1926 dans l'archidiocèse de Kaunas.

## Histoire
Le duché de Samogitie a été disputé entre le grand-duché de Lituanie et l'ordre Teutonique. Après la bataille de Grunwald, il a été finalement cédé par l'ordre Teutonique au grand-duché de Lituanie en 1411 après la paix de Toruń, puis a été inclus à la république des Deux Nations fondée en 1569, avant d'être annexé par l'Empire russe lors du troisième partage de la Pologne, en 1795.
Jogaila, de la dynastie Gediminas des grands-ducs de la Lituanie, est grand-duc de Lituanie de 1377 à 1392. Après l'union de Krewo, il se convertit au catholicisme sous le nom de Ladislas. Il épouse en 1386 Hedwige Ire, reine de Pologne entre 1384 et 1399, et devient Ladislas II Jagellon, roi de Pologne. Les Samogitiens ont été les derniers en Europe à accepter le christianisme. Le roi Ladislas va parcourir le grand-duché de Lituanie pour convertir les derniers païens en 1413. Il va alors agir pour créer un diocèse en Lituanie.
Le diocèse de Samogitie a été érigé le 24 octobre 1417 par le décret Litteras sacrosanctae pris par le légat pontifical, Jan de la maison Rzeszowski. Cette création est approuvée le 31 mai 1421 par une bulle pontificale du pape Martin V. Le diocèse a d'abord été suffragant de la archidiocèse de Lviv avant d'âtre rattaché directement au Saint-Siège. À partir de 1427, le diocèse est suffragant de l'archidiocèse de Gniezno.
Le siège du diocèse était situé à Varniai (en polonais : Wornie, en allemand : Medeniken). L'église Saint-Pierre-Saint-Paul de Varniai était la cathédrale du diocèse.
Après les partages de la Pologne, les tsars veulent une organisation de l'Église catholique qui corresponde aux nouvelles frontières de l'Empire russe. Il est donc nécessaire que les diocèses situés dans l'Empire russe ne soient plus suffragants d'archidiocèses situés hors de l'Empire russe, Gniezno et Lviv. L'archidiocèse de Moguilev a été fondé par la tsarine Catherine II en 1773, après le premier partage de la Pologne, en 1772, sans demander l'autorisation du Saint-Siège. Ce n'est que le 15 avril 1783 que le pape Pie VI a donné son accord. En 1798, après le troisième partage de la Pologne, l'archidiocèse de Moguilev devient métropolitain avec les diocèses suffragants. La bulle Modernis undique pressi du pape Pie VI a confirmé la nouvelle organisation de l'Église de Vilnius, Samogitie, Loutsk-Jytomyr, Kamianets-Podilsky. Il devient l'archidiocèse catholique de tout l'Empire russe :
- archidiocèse métropolitain de Moguilev, qui s'étend sur les gouvernements de Moguilev, Vitebsk en Russie Blanche, de Kiev en Ukraine, de Pétersbourg, de Moscou, de Livonie, de Saratov, d'Astrakhan, de Crimée
  - diocèse de Samogitie, avec un évêque auxiliaire,
  - diocèse de Vilnius qui embrassait toute la Lituanie, la Courlande et le territoire du diocèse de Livonie (en) qui a été supprimé, avec quatre évêques auxiliaires à Vilnius, Brest, Trakai et Courlande,
  - diocèse de Loutsk qui s'étendait sur toute la Volhynie, le diocèse de Kiev, avec deux évêques auxiliaires à Loutsk et Jytomyr,
  - diocèse de Kamianets-Podilsky qui s'étend sur toute la Podolie,
  - diocèse de Minsk créé après la séparation du gouvernement de Minsk de celui de Vilnius[1].

Le pape Pie VI a créé le diocèse de Wigry (pl) avec sa bulle Saep factum, du 16 mars 1799, en prenant des paroisses du diocèse de Vilnius, du diocèse de Loutsk (Lutsk, Łuck) et du diocèse de Samogitie.
Un concordat est signé entre le Saint-Siège et l'Empire russe en 1847 après des discussions en juin 1847 précisant l'organisation de l'Église catholique dans l'Empire russe avec un archidiocèse et six diocèses :
- archidiocèse de Moguilev embrassant toutes les parties de l'Empire russe sauf les six diocèses ci-dessous,
  - diocèse de Vilnius comprend les gouvernements de Vilnius et de Grodno,
  - diocèse de Telsch ou de Samogitie dans les limites des gouvernements de Courlande et de Kaunas,
  - diocèse de Minsk à l'intérieur des limites du gouvernement de Minsk,
  - diocèse de Loutsk et Jytomyr composé du gouvernement de Kiev et du gouvernement de Volhynie,
  - diocèse de Kamianets-Podilsky avec le gouvernement de Podolie,
  - nouveau diocèse de Tiraspol avec la province de Bessarabie, les gouvernements de Kherson, d'Iekaterinoslav, Saratov, la Crimée (Tauride), l'Astrakhan, Samara.

En 1864, le tsar a déplacé le siège du diocèse à Kaunas. L'église Saint-Pierre-Saint-Paul de Kaunas est alors devenu la cathédrale du diocèse.
Le 22 septembre 1918, le diocèse de Samogitie et l'archidiocèse de Moguilev perdent des territoires pour créer le diocèse de Riga.
Le 4 avril 1926, par la bulle Lituanorum gente, le pape Pie XI a transféré le siège du diocèse de Samogitie dans l'archidiocèse de Kaunas. Le diocèse a perdu une partie de son territoire pour permettre l'érection du diocèse de Panevėžys et de diocèse de Telšiai. Un concordat est signé entre le Saint-Siège et le gouvernement lituanien en 1927.